# South Hill (Washington)
South Hill ist ein census-designated place (CDP) im Pierce County, unmittelbar südlich von Puyallup im US-Bundesstaat Washington. Zum United States Census 2010 hatte South Hill 52.431 und 2015 aufgrund der Schätzung des Washington State Office of Financial Management 55.274 Einwohner. Der Name beschreibt die Lage des Gebietes oberhalb der Südseite des Puyallup River Valley. Es ist auch der Gegensatz zu den nahegelegenen Orten Edgewood und Milton, die informell als North Hill bezeichnet werden.
Das Gebiet besteht primär aus suburbanen Wohn- und Einkaufsvierteln, die mit vielen Shopping-Centern, Wohngebieten und Komplexen mit Apartments und Eigentumswohnungen durchdrungen sind. Die meisten Gewerbegebiete liegen entlang der Hauptverkehrsader Meridian Avenue (Washington State Route 161). Die wichtigsten Wohnviertel sind Manorwood, Sunrise (Sunrise Master Association), Lipoma Firs, Silvercreek und Gem Heights. Es gibt auch einige beliebte Parks: der Bradley Lake Park, der South Hill Community Park / Nathan Chapman Memorial Trail und der Wildwood Park.
Das Gebiet wurde erstmals in den 1880er Jahren besiedelt, nachdem eine Militärstraße in den 1850er Jahren gebaut worden war. Mehrere Holzfällerlager, Farmen und Jagdgründe sprossen aus dem Boden, nachdem das Gebiet besiedelt worden war. Hier führte auch die Hauptroute in die Städte Kapowsin und Eatonville (die heutige Meridian Avenue oder SR 161) durch. Das Bevölkerungswachstum war bis zum Ende des Zweiten Weltkriegs langsam; erst nach Verbesserung der Straßen nach Tacoma, Fort Lewis und Seattle ging es voran.

## Geschichte
Die South Hill Historical Society sammelt Daten und Erinnerungen aus der Geschichte von South Hill.
Wichtige Ereignisse
- 1853 – Der Longmire-Biles-Planwagenzug durchquert das heutige South Hill.
- 1870 – South Hill wird besiedelt.
- 1895 – Der Firgrove School District wird gegründet.
- 1905 – Die Hauptverkehrsstraße durch South Hill wird Ball-Wood Road genannt.
- 1909 – Die Tacoma-Puyallup Interurban Line-Bahn verkehrt durch South Hill.
- 1930 – Der SagMiller Airstrip wird eröffnet.
- 1944 – Das Thun Field (heute Pierce County Airport) wird eröffnet, obwohl John Thun es bis 1949 nicht erworben hat.
- 1945 – Japan benutzt Ballonbomben, um das Kernland der USA im Zweiten Weltkrieg zu bombardieren; zwei der Ballons landen in South Hill.[1]
- 1950 – Der Firgrove School District wird mit dem Puyallup School District zusammengelegt.
- 1972 – Die State Route 512 wird fertiggestellt.
- 1986 – Die EPA setzt die Pierce County Landfill in South Hill auf die National Priorities List.[2]
- 1998 – Ein Vorschlag zur Anerkennung von South Hill als City of Southview wird von den Wählern abgelehnt.[3]

## Geographie
Nach dem United States Census Bureau nimmt der CDP eine Gesamtfläche von 46,8 km² ein, wovon 46,6 km² Land- und der Rest (0,2 km² oder 0,39 %) Wasserflächen sind.

### Nachbargemeinden
| Summit       | Puyallup                                    | Alderton      |
| Frederickson | Kompassrose, die auf Nachbargemeinden zeigt | Prairie Ridge |
| Elk Plain    | Graham                                      | Orting        |

## Demographie
| Jahr | Einwohner¹ |
| ---- | ---------- |
| 1980 | 7.035      |
| 1990 | 12.963     |
| 2000 | 31.623     |
| 2010 | 52.431     |

¹ 1980–2010: Volkszählungsergebnisse

### Census 2010
Nach der Volkszählung von 2010 gab es in South Hill 52.431 Einwohner, 17.962 Haushalte und 13.990 Familien. Es gab 19.081 Wohneinheiten.
Die Bevölkerung bestand zu 78,2 % aus Weißen, zu 4,3 % aus Afroamerikanern, zu 1 % aus Indianern, zu 6 % aus Asiaten, zu 1,1 % aus Pazifik-Insulanern, zu 3,1 % aus anderen „Rassen“ und zu 6,5 % aus zwei oder mehr „Rassen“. Hispanics oder Latinos „jeglicher Rasse“ bildeten 8,5 % der Bevölkerung.
Von den 17962 Haushalten beherbergten 45,7 % Kinder unter 18 Jahren, 60,6 % wurden von zusammen lebenden verheirateten Paaren, 11,7 % von alleinerziehenden Müttern geführt; 22,1 % waren Nicht-Familien. 16,1 % der Haushalte waren Singles und 4,9 % waren alleinstehende über 65-jährige Personen. Die durchschnittliche Haushaltsgröße betrug 2,92 und die durchschnittliche Familiengröße 3,25 Personen.
Der Median des Alters in der Stadt betrug 33,6 Jahre. 29,7 % der Einwohner waren unter 18, 70,3 % zwischen 18 und 64 und 7,7 65 Jahre oder älter.

### Census 2000
Nach der Volkszählung von 2000 gab es in South Hill 31.623 Einwohner, 10.929 Haushalte und 8.721 Familien. Die Bevölkerungsdichte betrug 677,9 pro km². Es gab 11.398 Wohneinheiten bei einer mittleren Dichte von 244,4 pro km².
Die Bevölkerung bestand zu 87,41 % aus Weißen, zu 2,42 % aus Afroamerikanern, zu 0,94 % aus Indianern, zu 3,36 % aus Asiaten, zu 0,49 % aus Pazifik-Insulanern, zu 1,45 % aus anderen „Rassen“ und zu 3,94 % aus zwei oder mehr „Rassen“. Hispanics oder Latinos „jeglicher Rasse“ bildeten 4,13 % der Bevölkerung.
Von den 10929 Haushalten beherbergten 45,7 % Kinder unter 18 Jahren, 65,3 % wurden von zusammen lebenden verheirateten Paaren, 9,8 % von alleinerziehenden Müttern geführt; 20,2 % waren Nicht-Familien. 15,1 % der Haushalte waren Singles und 4,4 % waren alleinstehende über 65-jährige Personen. Die durchschnittliche Haushaltsgröße betrug 2,89 und die durchschnittliche Familiengröße 3,2 Personen.
Der Median des Alters in der Stadt betrug 33 Jahre. 31,3 % der Einwohner waren unter 18, 7,6 % zwischen 18 und 24, 33,9 % zwischen 25 und 44, 20,4 % zwischen 45 und 64 und 6,9 65 Jahre oder älter. Auf 100 Frauen kamen 97,4 Männer, bei den über 18-Jährigen waren es 93,8 Männer auf 100 Frauen.
Alle Angaben zum mittleren Einkommen beziehen sich auf den Median. Das mittlere Haushaltseinkommen betrug 60.524 US$, in den Familien waren es 65.544 US$. Männer hatten ein mittleres Einkommen von 45.637 US$ gegenüber 30.306 US$ bei Frauen. Das Pro-Kopf-Einkommen betrug 22.700 US$. Etwa 2,6 % der Familien und 4,2 % der Gesamtbevölkerung lebte unterhalb der Armutsgrenze; das betraf 4,6 % der unter 18-Jährigen und 3,2 % der über 65-Jährigen.

### American Community Survey 2009–2013
Nach den Schätzungen der American Community Survey von 2013 lag der Median des Einkommens pro Haushalt im CDP bei 72.789 US$, bei Familien bei 87.874 US$. Männer hatten einen Einkommensmedian von 59.965 US$ gegenüber 41.749 US$ bei Frauen. Das Pro-Kopf-Einkommen lag bei 28.201 US$. Etwa 6,1 %der Familien und 8,4 % der Gesamtbevölkerung lebten unter der Armutsgrenze.

## Bildung

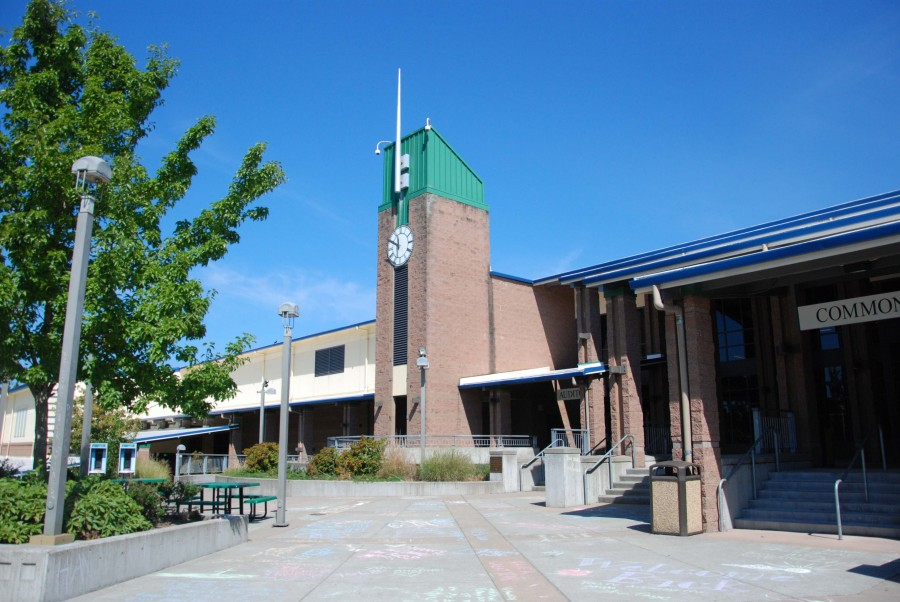
Emerald Ridge High School im Sunrise Area von South Hill.

Der Puyallup School District ist der zuständige Schulbezirk für South Hill. Die Governor John R. Rogers High School und die Emerald Ridge High School sind beide in South Hill ansässig, ebenso drei Junior Highschools: die Glacier View Junior High, die Stahl Junior High und die Ballou Junior High. Außerdem gibt es  mehrere Grundschulen: die Hunt Elementary, die Edgerton Elementary, die Carson Elementary, die Pope Elementary, die Brouillet Elementary,  die Firgrove Elementary, die Zeiger Elementary und die Ridgecrest Elementary.

## Parks und Erholung
In South Hill gibt es drei wichtige Parks, die vom Pierce County unterhalten werden.
Das Heritage Recreation Center ist ein 16 ha (40 ac) großer Sportkomplex mit Baseball-Feldern, Fußball-Feldern und Multifunktionsflächen. Er liegt zwischen der Rogers High School und der Zeiger Elementary School.
Der South Hill Community Park ist eine 16 ha (40 ac) große Anlage mit Spielplatz, zwei Fußballplätzen und den beiden Wanderwegen South Hill Loop Trail und Nathan Chapman Memorial Trail, einem 1,6 Meilen (2,5 km) langen befestigten Weg durch Wälder und Feuchtgebiete, der den Park mit dem Heritage Recreation Center verbindet. Laut der Website des Pierce County ist der Nathan Chapman Memorial Trail nach Sgt. Nathan Chapman benannt, einem Einwohner von South Hill und dem ersten amerikanischen Soldaten, der im Afghanistan-Krieg fiel.
Das Meridian Habitat Park & Community Center ist ein 14,5 ha (36 ac) großer Park an der State Route 161. Der Ort war zuvor ein der Champion Center Church gehörendes Amphitheater und Aufführungsort des jährlich zwischen 1982 und 2006 gezeigten Jesus of Nazareth-Passionsspiels. Die Kirche verkaufte 2006 das Amphitheater für 6,9 Mio. US$ an das Pierce County, doch die Bühne wurde durch einen Kurzschluss-Brand 2007 zerstört.
Der Bradley Lake Park und der Wildwood Park liegen innerhalb der Stadtgrenzen von Puyallup.

## Söhne und Töchter der Stadt
- Sgt. Nathan Chapman – erster im Afghanistan-Krieg getöteter amerikanischer Soldat
- Megan Jendrick (* 1984) – zweifache Olympiasiegerin im Schwimmen
- Melanie Stambaugh –  in das Washington State House of Representatives im November 2014 gewählte Abgeordnete
- Brandon Gibson – Absolvent der Rogers High School, bemerkenswerter American-Football- und Basketball-Spieler der Washington State University; ausgewählt in der 6. Runde der NFL Draft 2009